# Psilotrichum aphyllum
Psilotrichum aphyllum är en amarantväxtart som beskrevs av C. C. Towns. Psilotrichum aphyllum ingår i släktet Psilotrichum och familjen amarantväxter. Inga underarter finns listade i Catalogue of Life.